# Preußische Landgemeindeordnung
Die Landgemeinde ist im Unterschied zur Stadtgemeinde eine Gemeinde auf dem Land – das heißt außerhalb der Stadtgebiete. Somit ist die Landgemeinde eine der untersten Formen der kommunalen Gliederung. Sie kann aus einem oder mehreren Ortsteilen, die in verschiedene Gemarkungen, welche wiederum in verschiedene Fluren unterteilt sein können, bestehen. Landgemeinden mit mehreren Ortschaften, also ehemals selbständigen Dörfern, entstehen häufig aus Gründen der Wirtschaftlichkeit und der Effektivität der Verwaltung.

## Landgemeindeordnung
Die preußische Landgemeindeordnung vom 3. Juli 1891 regelte die Verfassung und Verwaltung der ländlichen Gemeinden und ähnlicher Gebilde in den sieben östlichen Provinzen des Staates Preußen: Provinz Ostpreußen, Westpreußen, Provinz Brandenburg, Provinz Pommern, Provinz Posen, Provinz Schlesien und Provinz Sachsen. In veränderter Fassung vom 4. Juli 1892 galt sie auch für die Provinz Schleswig-Holstein. Für Helgoland bestand ein besonderes Gemeindestatut.

### Vorgeschichte und Bedeutung
Der preußische Staat tat sich schwer damit, nach den Städten (1808 bzw. 1831) auch dem „Platten Land“, das heißt den etwa 40.000 Ortschaften und Gutsbezirken in seinen mittleren und östlichen Provinzen, eine Gemeindeverfassung in vergleichbarer Form zu geben. Der Versuch einer einheitlichen Gemeindeordnung von 1850 war schon nach drei Jahren zurückgezogen worden. Konservative und reaktionäre Kräfte widersetzten sich damals erfolgreich dem Versuch, auf dem Lande eine öffentliche Beteiligung der Untertanen zu fördern. Es blieb also auch nach den „Freiheitskriegen“ weiter bei den Vorschriften des preußischen Allgemeinen Landrechts (Teil II, Titel VII, §§ 18–86), die – obwohl erst 1794 erlassen – eher den Zustand vom Beginn des 18. Jahrhunderts festschrieben. Das Gesetz über die Gemeindeverfassungen in den sechs östlichen Provinzen der Monarchie vom 14. April 1856 fasste lediglich den damals aktuellen Rechtszustand zusammen, wobei die Vertreter einer Landgemeinde weiterhin nicht gewählt, sondern vom Inhaber der Ortspolizei (Landrat oder Rittergutsbesitzer) ernannt wurden.
Dagegen hatte die Rheinprovinz die schon vor dem Übergang an Preußen in französischer Zeit erhaltene Gemeindeverfassung zunächst im Wesentlichen beibehalten können. Die Provinz Westfalen (1841 und 1856) und die Rheinprovinz (1845) besaßen schon vor den Einigungskriegen neue Landgemeindeordnungen. In der Provinz Hannover galt das hannoversche Landgemeindegesetz vom 28. April 1859, in Hessen-Nassau gab es die kurhessische Gemeindeordnung vom 23. Oktober 1834 bzw. das kurhessische Gesetz vom 15. Mai 1863, das nassauische Gemeindegesetz vom 26. Juli 1854 und andere Regelungen, in Schleswig-Holstein galt die preußische Verordnung vom 22. September 1867.
Vorbereitet war die preußenweite Reform durch die Kreisordnung für die östlichen Provinzen (mit Ausnahme von Posen) vom 13. Dezember 1872. Sie nahm den Gutsherren die Polizeigewalt und das Recht auf Ernennung von Schulzen und Schöffen. Die Gemeinden wurden befugt, diese Ämter durch Wahlen zu besetzen. Auch die rechtliche Stellung der selbständigen Gutsbezirke und der Landgemeinden wurde durchgreifend geordnet. Öffentlich-rechtlich hatte der Gutsbezirk dieselben Befugnisse und Verpflichtungen wie die Gemeinden. Der Krone blieben Änderungen, Auflösungen und Zusammenlegungen von Gemeinden oder Gutsbezirken vorbehalten. Zum ersten Mal konnten Gemeindeverbände gebildet oder vom Oberpräsidenten durchgesetzt werden.

### Landgemeinde
Landgemeinden (früher Dorfgemeinden) unterstanden einer gemeinsamen Ortsverfassung. Vorbehaltlich der Staatsaufsicht stand ihnen und den Gemeindeverbänden als (öffentlichen) Gebietskörperschaften die Selbstverwaltung zu. An der Spitze der Verwaltung der Landgemeinden stand der Gemeindevorsteher (Schulze, Dorfrichter). Zwei bis sechs Schöffen (Schöppen, Gerichtsmänner, Gerichts- oder Dorfgeschworene) hatten ihn zu unterstützen und bei Verhinderung zu vertreten. In größeren Gemeinden konnte durch Ortsstatut ein kollegialer Gemeindevorstand eingeführt werden. Gemeindevorsteher und Schöffen wurden aus der Zahl der Gemeindeglieder in der Regel auf sechs Jahre gewählt. Der Gemeindevorsteher war die Obrigkeit der Landgemeinde. Er führte ihre Verwaltung und Vertretung nach außen, die Dienstaufsicht sowie den Vorsitz in der Gemeindeversammlung. Er hatte die Beschlüsse der Gemeindeversammlung auszuführen. Verletzte nach seiner Ansicht ein solcher Beschluss das Gemeinwohl oder das Gemeindeinteresse, war er berechtigt und verpflichtet, die Ausführung des Beschlusses auszusetzen. Wurde er bei nochmaliger Beratung aufrechterhalten, war die Entscheidung des Kreisausschusses einzuholen. In Gemeinden mit mehr als 40 Stimmberechtigten trat an die Stelle der Gemeindeversammlung die Gemeindevertretung. Sie bestand aus dem Gemeindevorsteher, den Schöffen und den Gemeindeverordneten, deren Zahl mindestens das Dreifache der Schöffenzahl betragen musste. Auch gegenüber den Beschlüssen der Gemeindevertretung hatte der Gemeindevorstehers das Vetorecht. Der Gemeindevorsteher war auch Organ der Polizeiverwaltung mit allen Befugnissen und Obliegenheiten. In selbständigen Gutsbezirken hatte der Gutsbesitzer die gleiche Stellung.

### Einwohnerrechte
Die Einwohner der Landgemeinden besaßen entweder nur die Gemeindeangehörigkeit oder auch das Gemeindebürgerrecht (Gemeinderecht). Angehörige der Landgemeinde waren – mit Ausnahme der nichtangesessenen Militärpersonen – diejenigen, die innerhalb des Gemeindebezirks einen Wohnsitz hatten. Die Gemeindeangehörigen waren zur Mitbenutzung der öffentlichen Einrichtungen und Anstalten der Gemeinde berechtigt und zur Teilnahme an den Gemeindeabgaben und -lasten verpflichtet. Gemeindebürger (Gemeindeglieder) waren alle Gemeindeangehörigen mit Gemeinderecht. Voraussetzungen waren die deutsche Reichsangehörigkeit, Besitz der bürgerlichen Ehrenrechte, Wohnsitz seit einem Jahr im Gemeindebezirk, Nichtempfang einer Armenunterstützung aus öffentlichen Mitteln, Entrichtung der Gemeindeabgaben und Besitz eines Wohnhauses oder von Grundstücken im Gemeindebezirk oder Verpflichtung zur Staatseinkommensteuer. Das Gemeinderecht umfasste das Recht zur Teilnahme am Stimmrecht in der Gemeindeversammlung und an den Gemeindewahlen sowie das Recht zur Bekleidung unbesoldeter Ämter in der Verwaltung und Vertretung der Gemeinde. Forensen, Juristische Personen, Aktiengesellschaften, Bergrechtliche Gewerkschaften, eingetragene Genossenschaften und der Fiskus hatten Stimmrecht, wenn sie Grundbesitz im Gemeindebezirk hatten. Die Gemeindeabgaben richteten sich nach dem Kommunalabgabengesetz vom 14. Juli 1893. Auf ähnlichen Grundsätzen beruhten die Landgemeindeordnungen in Hessen-Nassau (1899) und Hohenzollern (1900).

### Übergang
Die kommunalrechtlichen Unterschiede zwischen Stadt- und Landgemeinden nahmen ab und verschwanden in den 1930er Jahren  ganz. Mit dem Inkrafttreten der Deutschen Gemeindeordnung vom 30. Januar 1935 endete das eigenständige Gemeinderecht Preußens.